# Hovops modestus
Hovops modestus là một loài nhện trong họ Selenopidae.
Loài này thuộc chi Hovops. Hovops modestus được miêu tả năm 1886 bởi Lenz.